# Николетиды
Николетиды (лат. Nicoletiidae) — семейство насекомых из отряда щетинохвосток. Распространены повсеместно.

## Описание
Глаз нет. Вентральная сторона брюшка, как правило, с втяжными пузырьками. Голова прогнатическая, тело без чешуек, если имеются, то белые или желтоватые, не покрывают всего тела. Гиподермальный пигмент отсутствует.

## Классификация
В составе семейства:
- Anelpistina
- Atelura
- Battigrassiella
- Cubacubana
- Nicoletia
- Prosthecina
- Squamigera
- Texoreddellia